# 安化彝族乡
安化彝族乡是中华人民共和国云南省玉溪市江川区下辖的一个民族乡。

## 行政区划
安化彝族乡下辖以下村级行政区划单位：
安化社区、光山村、董炳村、早谷田村和新庄村。